# Sven-Erik Thunberg
Sven-Erik Karl Thunberg, född 23 juli 1928 i Norrköping, död 11 mars 2006 i Långträsk i Piteå kommun, var en svensk frikyrkopredikant, målare, tecknare och skulptör.
Han var son till affärschefen Sven Robert Anton Thunberg och Lilly Wilhelmine Auguste Maatsch och gift andra gången från 1963 med kantorn Gerd Ellen Maria Wennerblad. Thunberg arbetade inom många yrken innan han bestämde sig för att bli konstnär bland annat som brevbärare och journalist. Han studerade konst vid Konstskolan Idun Lovén 1963–1964, Gerlesborgsskolan1964 och Medborgarskolan 1965. Separat ställde han ut hos en konstförening i Stockholm och han medverkade i bland annat utställningen Ung konst 66 som visades på Galleri HS i Lund. Vid sidan av sin verksamhet som predikant målade han en föreställande konst med vissa inslag av abstrakta kompositioner.